# Taseopteryx mediofasciata
Taseopteryx mediofasciata är en fjärilsart som beskrevs av Wagner 1929. Taseopteryx mediofasciata ingår i släktet Taseopteryx och familjen nattflyn. Inga underarter finns listade i Catalogue of Life.